# Графськосільська волость
Графскосільська волость — адміністративно-територіальна одиниця Вовчанського повіту Харківської губернії.
Найбільші поселення волості станом на 1914 рік:
- село Графське — 1284 мешканці.
- село Перший Ільмень — 1073 мешканці.
- слобода Тернова — 4149 мешканців.

Старшиною волості був Дронов Іван Павлович, волосним писарем — Галушка Георгій Михайович, головою волосного суду — Ліхомин Михайло Порфирович.